# توماس كيلنر

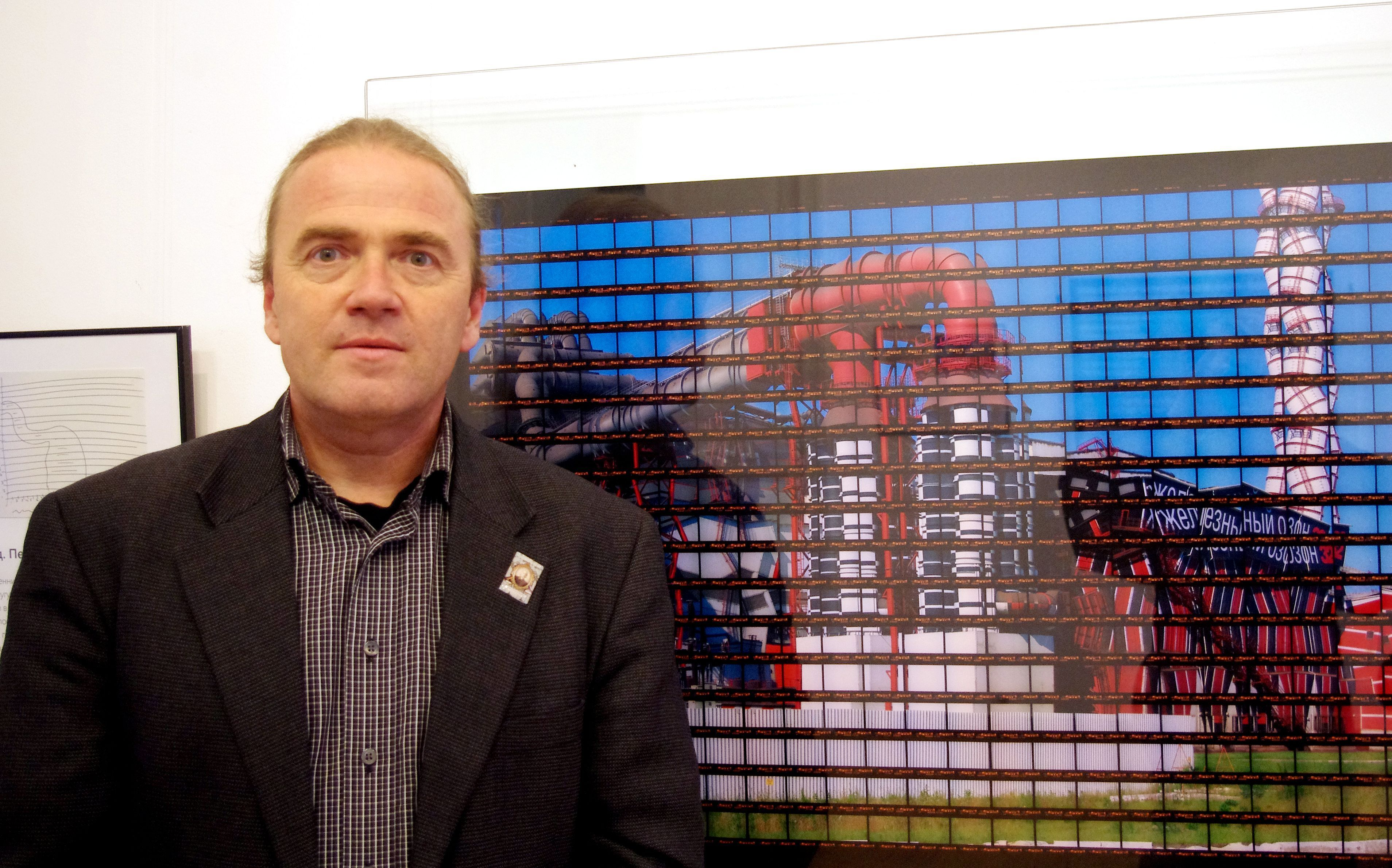
توماس كيلنر (صورة ذاتية) عام 2013 أمام صورة من سلسلة Genius Loci - اثنان من زيجن في الأراضي القيصرية. تظهر مصنع الأنابيب الفولاذية برفورالسك.

توماس كيلنر (بالألمانية: Thomas Kellner)، (مواليد 28 مايو 1966 في بون)، هو مصور فوتوغرافي ومحاضر وأمين معارض ألماني. اشتهر في أعمال عديدة أهمها عرضه لصورة كبيرة الحجم للمعالم المعمارية الأثرية التي تبدو مثل " الفسيفساء "؛ بسبب تكونها من العديد من الصور الفردية لمنظور كاميرا متتابع.

## سيرة ذاتية
من 1989 إلى 1996 درس كيلنر الفنون والعلوم الاجتماعية في جامعة زيغن. في ذلك الوقت، تحت رئاسة يورغن كونيغس في قسم الفنون.
 بجامعة زيجن، تم تطوير «مدرسة للتصوير بالكاميرا ذات الثقب».
 ولذلك عمل كيلنر بشكل مكثف على إمكانيات وحدود هذه التكنولوجيا. في الوقت نفسه، جرب طرقًا أخرى للتصوير الفوتوغرافي مثل الطباعه الملحية والسيانوتايب.
كما عمل في العديد من عمليات الطباعة عالية الجودة الدقيقة مثل الجيلاتين الفضي وطباعة المطاط.
 1996، حصل كيلنير على جائزة كوداك لدعم المواهب الشابة. في عامي
 2003 و 2004 كان أستاذًا زائرًا للتصوير الفني في جامعة جوستوس ليبيج في جيسن.
في عام  2012، شغل منصبًا تدريسيًا للتصوير في جامعة بادربورن.
 في عام 2004 بدأ في مسقط رأسه مشروع (مصورين: شبكة)، وهو معرض سنوي يتم برعايته لمواضيع متغيرة وفنانين عالميين. في عام 2013، أقيم المعرض العاشر للشبكة في الاستوديو الخاص به في مدينة زيجن. لهذا المعرض، قام بأختيار أعمال 18 فنانًا من سبع دول وثلاث قارات.
 منذ عام 2005، سافر الفنان إلى البرازيل عدة مرات من أجل التقاط الصور هناك كجزء من تكليفه بتمثيل المعالم المعمارية في مدينه برازيليا. في عام 2010، عُرضت الصور في برازيليا بمناسبة الذكرى الخمسين للبرازيل.
 2006، قام توماس كيلنر برحلات مكثفة إلى الولايات المتحدة الأمريكية وأمريكا اللاتينية وسوريا والصين، حيث صور آثارًا شهيرة مثل جسر البوابة الذهبية وقاعة بوسطن أثينيوم وسور الصين العظيم باستخدام أسلوبه الخاص.
في عام 2010، قام مع طلاب من مدرسة شرق جيسين الشاملة بتصميم مشروع تصوير حول موضوع مخبأ الاتصالات السلكية واللاسلكية في جيسين. تم دعم المشروع مالياً من قبل مدينة جيسن كجزء من مسابقة مدينة الباحثين الشباب. كان التركيز في تطوير الطلاب الفني والتصويرى للمخبأ هو تحليل منهجية كيلنر في تفكيك المباني وإعادة بنائها في صوره، «وتسجيلها كعملية وتحويلها إلى الظروف الموجودة في الموقع».
 لهذا الغرض، تم تطوير فئات للعمل مع وعلى المكونات الفردية وصياغة موضوعات النقاش بالتعاون مع الطلاب. ثم قام الطلاب بتصوير المناطق بشكل منفصل بالكاميرا على حدى. تم تجميع الصور الناتجة معًا في صور مجمعة وعروض تقديمية في برنامج مايكروسوفت باوربوينت: «أدى التقسيم ثم إعادة التجميع للمنظورات المختلفة إلى صورة شاملة وجديدة ولكنها أيضًا ناقدة لما كان سابقا مخبأ وحاليا مقر لجمعية الموسيقى والفنون. وجد الطلاب المواجهة الجمالية والاشتراكية القومية معا، في مكان يعتبر بحد ذاته شهادة ثقافية وتاريخية، ضرورية ومحركة.» 
في عام 2012، سافر توماس كيلنر إلى روسيا نيابة عن أر دبليو إي لتصوير العمارة الصناعية في يكاترينبرج وبيرم (Genius Loci). تم تأسيس كلتا المدينتين من قبل جورج فيلهلم هينينج من زيجن. ولد هينينج في الثامن عشر في القرن التاسع عشر، وبسبب خبرته، قام بطرس الأكبر بدعوته لتعزيز الاقتصاد في جبال الأورال وتعزيز التعدين في المنطقة. المصانع التي أسسها تصنع الحديد والمعادن. لم يلتقط كيلنر الصور بالموقع في روسيا فحسب، ولكن أيضًا في المنطقة المحيطة بـ زيجن من أجل التقاط الاتصال بين المنطقتين في معالجة الفولاذ والمعادن.
توماس كيلنر هو عضو في الجمعية الألمانية للتصوير الفوتوغرافي منذ عام 2004. يعيش ويعمل في زيجن.

## تقنية التصوير
يعمل توماس كيلنر مع كاميرا انعكاسية أحادية العدسة ويستخدم لفات أفلام 35 مم. تبلغ أبعاد كل صورة 24 × 36 ملم. كل لفة فيلم تتكون من 36 صورة فردية. لنقل الفيلم، توجد ثقوب في الجزء العلوي والسفلي، حيث يُشار إلى كل من نوع الفيلم المستخدم ورقم الصورة المعنية.
بعد تطوير الفيلم، يقوم كيلنر بتقطيعه إلى شرائح متساوية الطول ويجمعها معًا لتكوين صورة نيجاتيف كبيرة. ثم يتم عمل ورقة الاتصال منها، حيث تظهر المعلومات الوصفية حول الفيلم ورقم التسجيل الخاص به.
عادةً ما يستخدم المصورون ورقة الاتصال لتحديد الصور الفردية التي تم تصويرها، والتي يتم تكبيرها بعد ذلك. عادة لا تظهر أبدًا في الصور النهائية. تظل المادة كحامل غير مرئي لمعلومات الصورة. من ناحية أخرى، يستخدم كيلنر المعلومات المرئية في الفيلم في صوره النهائية أيضًا. فهي تفصل الصور الفردية عن بعضها البعض، وبالتالي تخلق بنية وتناغم للعناصر المصورة؛ علاوة على ذلك، تجعل هذة المعلومات أيضًا عملية عمل الفنان مفهومة للمشاهد في الصورة النهائية.
نادرًا ما يتم التعامل مع المادية في التصوير الفوتوغرافي، على عكس جميع الأنواع الأخرى مثل الرسم والنحت الجرافيك وما إلى ذلك. نناقش اليوم دائمًا الأسلوب والمواد المختارة له، مثل الأصباغ والقماش والحجر وما إلى ذلك. في التصوير الفوتوغرافي، الذي يتم إستخدامه في وسائل الإعلام بشكل كبير، يميل الجميع دائمًا إلى أخذ اطار عصر النهضة فقط في الأعتبار، أو الشيء الذي يوضع في الصورة، أو التكوين أو التأليف الذي يقف وراءه على الأكثر. نادرًا ما تتم مناقشة ورق الصور المختار أو سطحه أو أصباغه أو حبيباته أو معنى وحدات البكسل.
 ومع ذلك، بالنظر إلى إدراج التصوير الفوتوغرافي في الفن وفقًا للمعايير المعاصرة، كان هذا ضروريًا لفترة طويلة. «يجب أن تكون المادة المختارة وأسلوب عملية التصوير جزءًا من قرار المؤلف وجزءًا لا غنى عنه من بيان الصورة.» 
عندما يتولى كيلنر مشروعًا، يقوم بعمل رسومات مسبقًا عن طريق تقسيم العنصر المراد تصويره إلى أقسام مربعة وتدوين إعدادات الكاميرا المخطط لها لكل قسم. عندما يتم تصوير الكائن فعليًا، يمكن أن يكون هناك عدة ساعات بين الصورة الأولى والأخيرة على لفافة فيلم التصوير، حيث يلتقط كيلنر صورًا واحدة تلو الأخرى زمنيا.
بينما كان يعمل في الماضي فقط مع لفافة فيلم واحدة - كانت الصورة النهائية تتكون من 36 صورة صغيرة فردية - يستخدم الآن ما يصل إلى 60 لفافة من الأفلام. من أجل تسجيله لـغراند كانيون، تم إنشاء 2160 صورة فردية وبالتالي أيضًا 2160 منظرًا مختلفًا للعجائب الطبيعية، والتي قام بعد ذلك بتجميعها في صورة واحدة بطول 5 أمتار 

## تأثير التصوير
كانت الصورة الأولى التي التقطها كيلنر بهذه التقنية هي صورة برج إيفل (1997)، والتي قام بتصويرها تكريما للفنان التكعيبي روبرت ديلوناي. كان ديلوناى مفتونًا جدًا بما كان آنذاك أطول مبنى في العالم وكرس جزءًا كبيرًا من عمله لتصويره. اتخذ كيلنر الاسلوب التكعيبي النموذجي «ذو المنظور المتعدد»  للأشياء وطورها إلى عنصر التصميم المركزي لصوره. مقارنة بالمنظور المركزي، يخلق المنظور المتغير للقطات الفردية انطباعًا بالحركة في الرموز المعمارية الثابتة في الواقع في مونتاج اللقطة الإجمالية النهائية: «يعتقد المشاهد أنه من خلال تفكيك مبنى إلى أجزاء فردية من الصورة ومن خلال إمالة الكاميرا عدة مرات فأن أشهر المواقع في العالم - من برج إيفل إلى جسر بروكلين - تبدأ في الاهتزاز، والتأرجح، وحتى الرقص. تنقلب العمارة رأساً على عقب». (بالأنجليزية: “The viewer thinks that by dismantling a building into individual pieces of an image and by tilting the camera several times the most famous sites in the world – from the Eiffel Tower to the Brooklyn Bridge – begin to rock, to sway, even to dance. Architecture is turned upside down.”)
عندما سافر كيلنر إلى المكسيك في عام 2006 لتصوير مبانٍ مهمة هناك، ذكر أحد النقاد أن صوره بدت مشابهة جدًا لتلك التي أعقبت زلزال مكسيكو سيتي عام 1985.  غالبًا ما يتم تفسير أعمال التصوير الفوتوغرافي لكيلنر على أنها تدمير لمعالم الثقافة الإنسانية. من وجهة النظر هذه، يبدو أن أعماله الفوتوغرافية هي كشف بصري عن ضعف وهشاشة الثقافة وانهيارها. "  لذا فإن الرقص والتدمير قريبان من بعضهما البعض في أعمال كيلنر.
عامة، لا يمكن إدراك الأشياء الكبيرة بنظرة واحدة. فقط عندما تتجول العين وتلخص «نظرة شاملة» للعديد من الانطباعات المختلفة، يصبح الشيء المصور واضحًا: «تضيف عقولنا المعلومات الحسية الواردة في كل موحد ثم تنسب أهمية إلى هذا الإدراك.» 
لا يعرض كيلنر هذا المزيج من الصور الفردية فقط لادراك الشكل الكلى (الغيشتلتي) في أعماله، ولكن المشاهد نفسه يعيد إنشاء هذه التجربة بشكل حي عند النظر إلى صورة كيلنر. تتحرك عيناه أيضًا ذهابًا وإيابًا بين تصور الصور الفردية والصورة الكلية، وبالتالي يمكن النظر إلى صور كيلنر على أنها نوع من الاعداد التجريبي للحصول على تجربة فورية: „ليس من قبيل المصادفة أن يبدو عمل كيلنر مثل الألغاز المركبة معًا. إنهم يشجعون المشاهد المفكر على كشف لغز معنى هذه المعالم المعمارية بصريًا وفكريًا. نقوم بفك تشفير المشاهد من الأجزاء التي وضعت معًا، من التوقعات التلقائية التي تضيفها عقولنا، ومن الذكريات الغامضة إلى حد ما لدينا عن هذه المبانى. "

## مختارات من الأعمال
- منزل جورج ايستمان. متحف السينما والتصوير، [24] روتشستر، الولايات المتحدة الأمريكية
- متحف الفنون الجميلة ، هيوستن، [25] هيوستن، الولايات المتحدة الأمريكية
- مجموعة شوبمان. التصوير الفوتوغرافي في ألمانيا بعد عام 1945، [26] باد هيرسفيلد، ألمانيا
- معهد شيكاغو للفنون: مجموعة من التصوير الفوتوغرافي، [27] شيكاغو، الولايات المتحدة الأمريكية
- متحف ووستر للفنون، [28] ورسستر، ماساتشوستس، الولايات المتحدة الأمريكية
- متحف فوكس تالبوت، دير لاكوك، [29] إنجلترا
- مكتبة الكونغرس، [30] واشنطن، الولايات المتحدة الأمريكية

## المعارض الفردية
- 2002:[31] متحف جريفين التصوير، وينشستر، الولايات المتحدة الأمريكية
- 2003: الآثار[32] ، روزنبرغ وكوفمان للفنون الجميلة، نيويورك، الولايات المتحدة الأمريكية
- 2006: تانجو متروبوليس [33]، غاليري كوهين أمادور، نيويورك، الولايات المتحدة الأمريكية
- 2006: تانحو متروبوليس ، [34] معرض ستيفن كوهين، لوس أنجلوس، الولايات المتحدة الأمريكية
- 2008: توماس كيلنر: صور معمارية[35] ، معرض شنايدر، شيكاغو، الولايات المتحدة الأمريكية
- 2010: برازيليا: 50 عامًا من المدينة الفاضلة الحديثة (برازيليا: 50 ، سنوات من اليوتوبيا الحديثة)[11] ، الفضاء الثقافي المعاصر - ECCO ، برازيليا، البرازيل
- 2012: عجائب صغيرة [36]، متحف التصوير الفوتوغرافي ليشوي، ليشوي، جمهورية الصين الشعبية
- 2013: جينيوس لوتشي[37] ، متحف التصوير الفوتوغرافي منزل ميتنكوف، يكاترينبورغ، روسيا
- 2017: العمارة المكسورة[38] ، متحف فوكس تالبوت، دير لاكوك، إنجلترا
- 2017: أسود وأبيض[39] ، متحف ريكيافيك للتصوير الفوتوغرافي، ريكيافيك، أيسلندا
- 2018: تانحو متروبوليس[40] ، معرض كوني ديتزشولد، سيدني، أستراليا
- 2019: اهتز الجميع:[41] توماس كيلنر أمريكا ، المتحف الأمريكي في بريطانيا، كلافرتون مانور، باث، إنجلترا

## المعارض المشتركة
1. 2002: ، [42] ملامح العمارة، متحف غرونوبل، فرنسا.
2. 2004: آرس والعمارة 1900-2000 ، [43] قصر الدوق جنوة، إيطاليا.
3. 2004: تم تجميعها معًا: الصور المركبة من المجموعة[44] ، معهد شيكاغو للفنون، الولايات المتحدة الأمريكية.
4. 2005: جديد للعرض: مقتنيات حديثة في التصوير الفوتوغرافي [45]، متحف ووستر للفنون، ووستر، الولايات المتحدة الأمريكية.
5. 2008: عقل في مسرحية [46]، معهد شيكاغو للفنون، الولايات المتحدة الأمريكية.
6. 2010: مدريد يا السماء! [47]، دائرة الفنون الجميلة، مدريد، إسبانيا.
7. 2011: الصور الفوتوغرافية - مجموعة Joaquim Paiva [48]، متحف الفن الحديث (ريو دي جانيرو) ، البرازيل.
8. 2013: بعد الفوتوشوب: التصوير الفوتوغرافي المتلاعب به في العصر الرقمي [49]، متحف الفنون الجميلة ، هيوستن، الولايات المتحدة الأمريكية.
9. 2015: هدايا من نانسي وتوم أونيل [50]، متحف بالتيمور للفنون، بالتيمور، الولايات المتحدة الأمريكية.
10. 2016:[51] متحف جروس كونستبلاست، دوسلدورف، ألمانيا.
11. 2018: منظر طبيعي لا يُنسى [52] متحف فور جيجينفارتسكونست، سيغن، ألمانيا.
12. 2018: التناظرية بالأبيض والأسود: التصوير الفوتوغرافي في ألمانيا الغربية من 1945 إلى 2000 من مجموعة شوبمان ، [53] قاعة الفنون بايرفورت تورينجيا، ألمانيا.

## روابط خارجية
- الموقع الخاص بتوماس كيلنر
- توماس كيلنر artfacts.net
- توماس كيلنر kunstaspekte.de
- الرجل المتحرك (تصوير أزياء توماس كيلنر)، مقال بقلم ماتياس جافكي في فرانكفورتر الصحيفة العامة من 24. أكتوبر 2016